# Cerdistus rusticanus
Cerdistus rusticanus är en tvåvingeart som först beskrevs av White 1918.  Cerdistus rusticanus ingår i släktet Cerdistus och familjen rovflugor. Inga underarter finns listade i Catalogue of Life.